# Alexandr Degtiarov
Alexandr Degtiarov (Tolmachevo, URSS, 26 de marzo de 1955) es un deportista soviético que compitió en piragüismo en la modalidad de aguas tranquilas. 
Participó en los Juegos Olímpicos de Montreal 1976, obteniendo una medalla de oro en la prueba de K4 1000 m. Ganó una medalla de plata en el Campeonato Mundial de Piragüismo de 1974.

## Palmarés internacional
| Juegos Olímpicos   | Juegos Olímpicos          | Juegos Olímpicos | Juegos Olímpicos |
| Año                | Lugar                     | Medalla          | Evento           |
| ------------------ | ------------------------- | ---------------- | ---------------- |
| 1976               | Montreal (Canadá)         | Medalla de oro   | K4 1000 m        |
| Campeonato Mundial |                           |                  |                  |
| Año                | Lugar                     | Medalla          | Evento           |
| 1974               | Ciudad de México (México) | Medalla de plata | K4 1000 m        |